# Ligga i Lund
Ligga i Lund är en svensk porrfilm från 1981 i regi av Rune Trolleryd och Bertil Malmqvist.

## Rollista
- Lena Andersson – Lena
- Eva Ohlson – Eva
- Johnny Sachs – Evert, Evas kusin
- Roland Svensson – Roland
- Åke Bertilsson – transvestit
- Horst Sebastian – smygtittare
- Olav Gerthel – "Sumpen"
- Rune Trolleryd – äldre student
- Bosse Larsson – åskådare under karnevalståget
- Lea Petersen

### Fotnoter
1. ↑  ”Ligga i Lund”. Svensk Filmdatabas. http://sfi.se/sv/svensk-filmdatabas/Item/?itemid=8778&type=MOVIE&iv=Basic&ref=/templates/SwedishFilmSearchResult.aspx?id%3d1225%26epslanguage%3dsv%26searchword%3dligga+i+lund%26type%3dMovieTitle%26match%3dBegin%26page%3d1%26prom%3dFalse. Läst 14 maj 2013.